# Gesine Schiel
Gesine Schiel (Stoccolma, 29 marzo 1976) è una schermitrice tedesca, vincitrice di una medaglia di bronzo ai campionati mondiali di scherma.